# 大作 (市原市)
大作（おおさく）は、千葉県市原市の市津地区にある大字。郵便番号は290-0172。

## 概要
市原市北部の市津地区にある。全体的に山がちな地形となっており、道路が通っている比較的平坦な部分に集落が形成されている。

## 地理
北・東・南で犬成、南は滝口、西は葉木と接している。

## 世帯数と人口
2022年4月1日現在の世帯数と人口は以下の通りである。
| 町丁字 | 世帯数 | 人口 |
| ------ | ------ | ---- |
| 大作   | 38世帯 | 77人 |

## 通学区域
市立小学校・市立中学校及び県立高等学校の通学区域は以下の通りである
| 町丁字 | 番地 | 小学校             | 中学校             | 高等学校 |
| ------ | ---- | ------------------ | ------------------ | -------- |
| 大作   | 全域 | 市原市立湿津小学校 | 市原市立湿津中学校 | 第9学区  |

## 交通

### 鉄道
- なし

### バス
- 小湊鉄道